# Трофичка пирамида
Трофичка пирамида у екологији је графички приказ односа бројности и масе биљака, биљоједа и месоједа у екосистему. У њеној основи су зелене биљке, односно произвођачи, чија је бројност и укупна маса највећа у екосистему. Пирамиду даље чине потрошачи првог реда (биљоједи), па потрошачи другог и трећег реда.